# Coppa della Regina 2021-2022 (pallavolo)
La Coppa della Regina 2021-2022 si è svolta dall'11 al 13 febbraio 2022: al torneo hanno partecipato sei squadre di club spagnole femminili e la vittoria finale è andata per la seconda volta all'Haris.

## Formula
Le squadre hanno disputato quarti di finale (non hanno partecipato la prima e la seconda classificata al termine del girone di andata della regular season di SFV 2021-22, già qualificate alle semifinali), semifinali e finale, tutti giocati in gara unica. L'abbinamento nei quarti di finale è stato determinato dal posizionamento in classifica al termine del girone di andata della SVF 2021-22 mentre gli accoppiamenti per le semifinali sono stati affidati al sorteggio.

## Squadre partecipanti
| Squadra      | Qualificazione                     |
| ------------ | ---------------------------------- |
| Emevé        | Squadra ospitante                  |
| Haris        | 3ª al girone di andata SFV 2021-22 |
| Haro         | 5ª al girone di andata SFV 2021-22 |
| JAV Olímpico | 1ª al girone di andata SFV 2021-22 |
| Kiele        | 2ª al girone di andata SFV 2021-22 |
| Sant Cugat   | 4ª al girone di andata SFV 2021-22 |

## Torneo

### Tabellone
|  | Quarti di finale | Quarti di finale | Quarti di finale |  |   | Semifinali | Semifinali   | Semifinali |  |   | Finale | Finale | Finale |
|  |                  |                  |                  |  |   |            |              |            |  |   |        |        |        |
|  |                  |                  |                  |  |   | 3          | Haris        | 3          |  |   |        |        |        |
|  |                  |                  |                  |  |   | 3          | Haris        | 3          |  |   |        |        |        |
|  |                  |                  |                  |  |   | 1          | JAV Olímpico | 1          |  |   |        |        |        |
|  | 3                | Haris            | 3                |  |   | 1          | JAV Olímpico | 1          |  |   |        |        |        |
|  | 3                | Haris            | 3                |  |   |            |              |            |  |   |        |        |        |
|  | 4                | Sant Cugat       | 0                |  |   |            |              |            |  |   |        |        |        |
|  | 4                | Sant Cugat       | 0                |  |   |            |              |            |  | 3 | Haris  | 3      |        |
|  |                  |                  |                  |  |   |            |              |            |  | 3 | Haris  | 3      |        |
|  |                  |                  |                  |  |   |            |              |            |  |   | Q      | Emevé  | 1      |
|  | 5                | Haro             | 2                |  |   |            |              |            |  |   | Q      | Emevé  | 1      |
|  | 5                | Haro             | 2                |  |   |            |              |            |  |   |        |        |        |
|  | Q                | Emevé            | 3                |  |   |            |              |            |  |   |        |        |        |
|  | Q                | Emevé            | 3                |  | Q | Emevé      | 3            |            |  |   |        |        |        |
|  |                  |                  |                  |  | Q | Emevé      | 3            |            |  |   |        |        |        |
|  |                  |                  |                  |  |   | 2          | Kiele        | 2          |  |   |        |        |        |
|  |                  |                  |                  |  |   | 2          | Kiele        | 2          |  |   |        |        |        |

### Risultati

#### Quarti di finale
| 11 febbraio 2022 Pabellón Municipal de Deportes, Lugo Durata: 1h:18 - Spettatori: 170   | Haris | 3 - 0 | Sant Cugat | 25-21, 25-15, 25-19               |
| 11 febbraio 2022 Pabellón Municipal de Deportes, Lugo Durata: 2h:10 - Spettatori: 1 100 | Haro  | 2 - 3 | Emevé      | 16-25, 21-25, 25-18, 25-23, 10-15 |

#### Semifinali
| 12 febbraio 2022 Pabellón Municipal de Deportes, Lugo Durata: 1h:34 - Spettatori: 420   | Haris | 3 - 1 | JAV Olímpico | 25-17, 25-20, 20-25, 25-16        |
| 12 febbraio 2022 Pabellón Municipal de Deportes, Lugo Durata: 1h:57 - Spettatori: 1 450 | Emevé | 3 - 0 | Kiele        | 17-25, 25-16, 25-18, 17-25, 15-13 |

#### Finale
| 13 febbraio 2022 Pabellón Municipal de Deportes, Lugo Durata: 2h:00 - Spettatori: 380 | Haris | 3 - 1 | Emevé | 25-18, 19-25, 25-14, 25-22 |